# 太陽神驥
太陽神驥（日语：トーセンラー），是日本純種競賽馬匹。生涯活躍於一哩至中距離賽事，曾勝出2013年一哩冠軍賽，亦於長途賽事有不俗表現，於曾於2013年春季天皇賞獲得亞軍。由於其生涯四場勝利均於京都競馬場外彎賽道做出，且所有於京都出賽的賽事均能跑出入板的戰績，因而被稱爲「京都巧者」。

## 出賽前
2008年4月21日出生於北海道千歲市社台牧場，成長途中被馬主島川隆哉購入。
其後交由栗東訓練中心練馬師藤原英昭訓練。

## 競賽生涯

### 2歲
2010年11月7日出戰京都競馬場2歲新馬戰，比賽途中一直保持於先頭位置推進，進入直路後瞬間超越前方的領放馬，最終以頸位優秀壓贏對手取得首勝。
其後出戰歐石楠賞，雖然於直路跑出優秀的速度不斷衝刺，但仍然未能超越前方的Smart Robin及環球銀行，最終以第三完賽。

### 3歲
2011年年初出戰條件戰福壽草特別，於其中再度未能贏過對手而取得季軍。
2月6日出戰如月賞，比賽初段以先行姿態處於約莫第五的位置，進入直路後開始逐步加速衝出，最終超越於最後關頭超越前方對手，以頸位優勢贏過第二的Rikisan Max取得首個分級賽冠軍。
然而其後於經典三冠戰線上受挫，出戰皋月賞及東京優駿（日本打吡）分別以第七及第十一大敗。
入秋後以聖烈特紀念作爲起動戰，採取居中戰術下於直路上和一同衝出的重大戰役展開激烈的爭奪，可惜被對手率先透出並拉開，最終以1 1/4馬位差距落敗。
10月23日出戰菊花賞，賽前落後於黃金巨匠及凱旋芭蕾取得第三人氣。比賽開始後，其選擇於中團靠後位置推進，並於比賽途中逐步爬升。進入直路後，雖然其嘗試不斷加速並展開凌厲的衝刺，但仍然無法縮窄和前方黃金巨匠的距離，其後僅被後上的凱旋芭蕾超越，最終再度以第三作結。

### 4歲
2012年其出戰六場分級賽，雖然於其中三場賽事鳴尾紀念、七夕賞及小倉紀念中取得兩冠一季的不俗戰績，但於本年度內並未能做出任何突破。

### 5歲
2013年首戰爲京都紀念，比賽途中一直處於中團靠後位置保留體力，進入直路後於外檔位置一舉加速突破，最終於最後關頭超越領先的湘南聲威，奪得暌違2年的勝利。

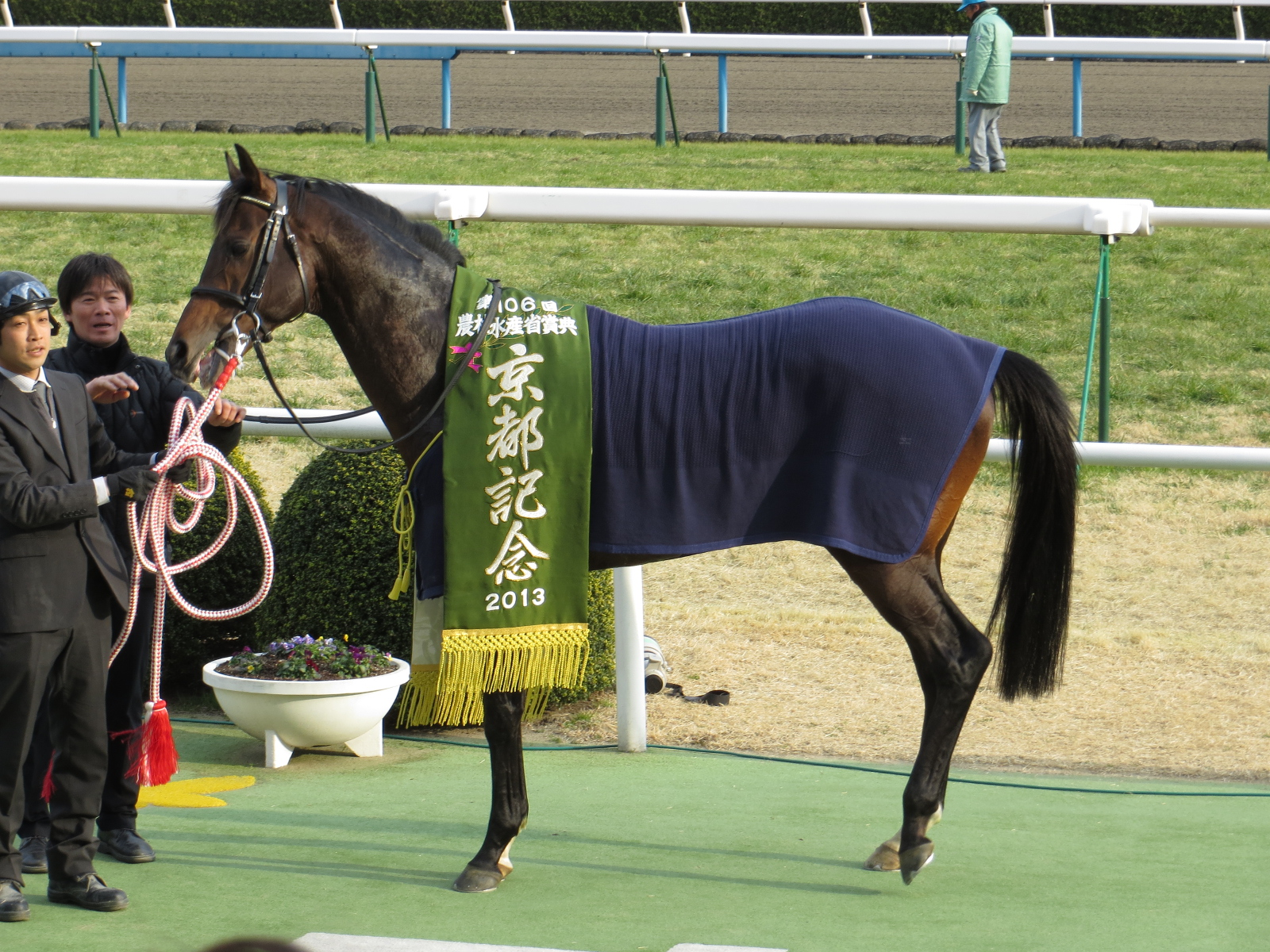
京都紀念頒獎儀式

其後於未出戰任何前哨戰的情況下出戰春季天皇賞，並僅於直路的纏鬥中敗於一同衝出的超常駿驥，成功跑獲一席亞軍。
6月23日出戰寶塚紀念，雖然於直路上表現出稍爲力弱的狀態，但仍然可以堅守位置，最終以第五入板的戰績完賽。
入秋後出戰京都大賞典作爲熱身，於其中敗於跑出優秀末腳的達標及再自由取得第三。
其後陣營決定放棄秋季天皇賞，並安排其轉戰一哩冠軍賽。比賽開始後，其無視前方李察先生的領放，以自身的節奏選擇後追戰術並一直停留於最後方第十五左右的位置推進。通過最後彎道時，處於先頭位置的第一人氣賽駒大和佳駿及第二人氣賽駒夜之影均開始發力準備衝刺，而太陽神驥仍然處於隊伍最後方。然而進入直路後，其突然於外檔維持衝出更轟出後600米33.3秒的恐怖末腳，最終一舉將前方對兜蠶食殆盡並拉開1馬位率先衝線，奪得首個一級賽冠軍之餘，亦令鞍上的騎師武豐成爲日本賽馬史上第一位達成一級賽一百勝的騎師。

### 6歲
2014年其於年初的京都紀念以不俗的表現跑獲第二，然而其後出戰安田紀念慘遭失速而以第十四大敗。
其後於秋季出戰京都大賞典及一哩冠軍賽，分別跑出第三及第四的不俗戰績，但於年末的有馬紀念再度因狀態不佳而僅獲第八。
有馬紀念結束後，陣營考慮其年齡後決定安排其退役，並於12月28日取消日本中央競馬會的賽駒註冊。

### 詳細賽績
| 日期       | 舉辦國家 | 馬場 | 距離   | 級別 | 賽事名稱   | 負重 | 騎師     | 馬號 | 出馬 | 名次 | 時間   | 頭馬（二馬）        |
| ---------- | -------- | ---- | ------ | ---- | ---------- | ---- | -------- | ---- | ---- | ---- | ------ | ------------------- |
| 7/11/2010  | 日本     | 京都 | 草1800 |      | 2歲新馬    | 55   | 武豐     | 8    | 13   | 1    | 1:51.4 | （Harbor Commando） |
| 12/12/2010 | 日本     | 阪神 | 草2000 |      | 歐石楠賞   | 55   | 武豐     | 2    | 9    | 3    | 2:05.5 | Smart Robin         |
| 8/1/2011   | 日本     | 京都 | 草2000 |      | 福壽草特別 | 56   | 武豐     | 10   | 14   | 3    | 2:00.8 | Cosmo Hager         |
| 6/2/2011   | 日本     | 京都 | 草1800 | GIII | 如月賞     | 56   | 杜滿萊   | 6    | 12   | 1    | 1:47.6 | （Rikisan Max）     |
| 24/4/2011  | 日本     | 東京 | 草2000 | GI   | 皋月賞     | 57   | 蛯名正義 | 16   | 18   | 7    | 2:01.6 | 黃金巨匠            |
| 29/5/2011  | 日本     | 東京 | 草2400 | GI   | 東京優駿   | 57   | 蛯名正義 | 15   | 18   | 11   | 2:33.0 | 黃金巨匠            |
| 18/9/2011  | 日本     | 中山 | 草2200 | GII  | 聖烈特紀念 | 56   | 蛯名正義 | 2    | 17   | 2    | 2:10.5 | Fateful War         |
| 23/10/2011 | 日本     | 京都 | 草3000 | GI   | 菊花賞     | 57   | 蛯名正義 | 1    | 18   | 3    | 3:03.5 | 黃金巨匠            |
| 12/2/2012  | 日本     | 京都 | 草2200 | GII  | 京都紀念   | 55   | 杜滿樂   | 4    | 9    | 4    | 2:13.0 | 始創先鋒            |
| 24/3/2012  | 日本     | 中山 | 草2500 | GII  | 日經賞     | 55   | 内田博幸 | 14   | 14   | 10   | 2:39.1 | 貓之拳              |
| 6/5/2012   | 日本     | 新潟 | 草2000 | GIII | 新潟大賞典 | 57   | 濱中俊   | 7    | 15   | 11   | 1:59.7 | 達標                |
| 2/6/2012   | 日本     | 阪神 | 草2000 | GIII | 鳴尾紀念   | 56   | 岩田康誠 | 6    | 10   | 3    | 2:00.5 | 邁向輝煌            |
| 8/7/2012   | 日本     | 福島 | 草2000 | GIII | 七夕賞     | 57   | 岩田康誠 | 5    | 16   | 2    | 2:01.1 | 飛鳥阿栗            |
| 5/8/2012   | 日本     | 小倉 | 草2000 | GIII | 小倉紀念   | 57   | 川田將雅 | 5    | 12   | 2    | 1:57.7 | Expedition          |
| 2/9/2012   | 日本     | 新潟 | 草2000 | GIII | 新潟紀念   | 57   | 蛯名正義 | 16   | 18   | 7    | 1:57.8 | Transwarp           |
| 10/2/2013  | 日本     | 京都 | 草2200 | GII  | 京都紀念   | 56   | 武豐     | 11   | 11   | 1    | 2:12.5 | （為樂最強）        |
| 28/4/2013  | 日本     | 京都 | 草3200 | GI   | 春季天皇賞 | 58   | 武豐     | 1    | 18   | 2    | 3:14.4 | 超常駿驥            |
| 23/6/2013  | 日本     | 阪神 | 草2200 | GI   | 寶塚紀念   | 58   | 武豐     | 6    | 11   | 5    | 2:14.2 | 黃金船              |
| 6/10/2013  | 日本     | 京都 | 草2400 | GII  | 京都大賞典 | 57   | 幸英明   | 11   | 13   | 3    | 2:23.2 | 達標                |
| 17/1/2013  | 日本     | 京都 | 草1600 | GI   | 一哩冠軍賽 | 57   | 武豐     | 5    | 18   | 1    | 1:32.4 | （大和佳駿）        |
| 26/2/2014  | 日本     | 京都 | 草2200 | GII  | 京都紀念   | 58   | 武豐     | 10   | 12   | 2    | 2:16.1 | Desperado           |
| 8/6/2014   | 日本     | 東京 | 草1600 | GI   | 安田紀念   | 58   | 武豐     | 16   | 17   | 14   | 1:38.7 | 一路通              |
| 14/10/2014 | 日本     | 京都 | 草2400 | GII  | 京都大賞典 | 58   | 武豐     | 2    | 12   | 3    | 2:24.5 | 最後震撼            |
| 23/11/2014 | 日本     | 京都 | 草1600 | GI   | 一哩冠軍賽 | 57   | 武豐     | 13   | 17   | 4    | 1:31.8 | 碧海銀鯊            |
| 28/12/2014 | 日本     | 中山 | 草2500 | GI   | 有馬紀念   | 57   | 武豐     | 1    | 16   | 8    | 2:35.7 | 貴婦人              |

## 退役後
退役後，太陽神驥成爲了配種馬，於北海道新日高町Rex Stud休養，在2015年進行配種，首批子嗣於2016年出生。首批可於2018年出賽。2021年6月13日，Zadar在葉森盃取勝，成爲首匹勝出分級賽的子嗣。
2016年9月被轉移至到北海道日高町優駿Stallion Station，並於來年於此地進行配種，但亦會不時返回Rex Stud以穿梭配種的形式工作。

### 主要子嗣

#### 分級賽優勝子嗣
2016年生
- Zadar（葉森盃、京都金盃）

2019年生
- 點滴耀彩（CBC賞）

## 血統簡介
父系大震撼爲日本賽駒，爲日本賽馬史上第二匹無敗三冠馬，生涯出戰十四場賽事僅得兩場未能勝出，退役後配種成績亦極爲優秀。祖父週日寧靜是美國三冠賽雙冠馬，退役後在日本配種，在日本馬壇相當成功，贏得多項分級賽事，其子嗣贏得巨額獎金。
母系Princess Olivia爲美國賽駒，生涯戰績不佳僅勝出三場賽事。Lycius爲美國生產的法國賽駒，生涯戰績優秀，曾勝出一級賽中央公園錦標，亦於二千堅尼錦標、傑克莫華大賽、七月盃及撒拉曼德大賽四場一級賽跑獲亞軍。

### 血統表
| 父線：週日寧靜系（Halo系）                              |                            |                |                 |
| 種馬 大震撼 2002年（棗色）                              | 週日寧靜 1986年（棕色）    | Halo           | Hail to Reason  |
| 種馬 大震撼 2002年（棗色）                              | 週日寧靜 1986年（棕色）    | Halo           | Cosmah          |
| 種馬 大震撼 2002年（棗色）                              | 週日寧靜 1986年（棕色）    | Wishing Well   | Understanding   |
| 種馬 大震撼 2002年（棗色）                              | 週日寧靜 1986年（棕色）    | Wishing Well   | Mountain Flower |
| 種馬 大震撼 2002年（棗色）                              | 風中秀髮 1991年（棗色）    | Alzao          | 利法爾          |
| 種馬 大震撼 2002年（棗色）                              | 風中秀髮 1991年（棗色）    | Alzao          | Lady Rebecca    |
| 種馬 大震撼 2002年（棗色）                              | 風中秀髮 1991年（棗色）    | Burghclere     | Busted          |
| 種馬 大震撼 2002年（棗色）                              | 風中秀髮 1991年（棗色）    | Burghclere     | Highclere       |
| 繁殖雌馬 Princess Olivia 1995年（栗色）                 | Lycius 1988年（栗色）      | 淘金者         | Raise a Native  |
| 繁殖雌馬 Princess Olivia 1995年（栗色）                 | Lycius 1988年（栗色）      | 淘金者         | Gold Digger     |
| 繁殖雌馬 Princess Olivia 1995年（栗色）                 | Lycius 1988年（栗色）      | Lypatia        | 利法爾          |
| 繁殖雌馬 Princess Olivia 1995年（栗色）                 | Lycius 1988年（栗色）      | Lypatia        | Hypatia         |
| 繁殖雌馬 Princess Olivia 1995年（栗色）                 | Dance Image 1990年（棗色） | 鞍匠井         | 北地舞人        |
| 繁殖雌馬 Princess Olivia 1995年（栗色）                 | Dance Image 1990年（棗色） | 鞍匠井         | Fairy Bridge    |
| 繁殖雌馬 Princess Olivia 1995年（栗色）                 | Dance Image 1990年（棗色） | Diamond Spring | Vaguely Noble   |
| 繁殖雌馬 Princess Olivia 1995年（栗色）                 | Dance Image 1990年（棗色） | Diamond Spring | Dumfries        |
| 雌系：Goofed系（號族：17-b）                            |                            |                |                 |
| 五代內近親交配：利法爾 4×4 、北地舞人 5×5×4、Goofed 5×5 |                            |                |                 |

## 命名由來
名字中，Tosen（トーセン）是馬主島川隆哉之冠名，是其姓氏島川的音讀，Ra（ラー）就是古埃及神話中的太陽神拉，香港則忽略冠名部分，只取後半部分，翻譯为「太陽神驥」。

## 外部連結
- 太陽神驥 netkeiba.com （页面存档备份，存于）
- 血統表 （页面存档备份，存于）